# ファミ通文庫大賞
ファミ通文庫大賞（ふぁみつうぶんこたいしょう）は、カクヨム上で2019年から2020年まで行われていたファミ通文庫のライトノベル文学賞で、かつて実施されていた「エンターブレインえんため大賞ライトノベルファミ通文庫部門」の後継である。

## 概要
ファミ通文庫大賞では、大賞や優秀賞の受賞者に対してファミ通文庫からのデビューが確約されるほか、エンターブレインえんため大賞ライトノベルファミ通文庫部門にはなかったゲームを題材とした作品に与えられる「ゲームノベル特別賞」を設けることで、ゲーム小説の選考も実施された。
同賞では読者選考を行わず、ファミ通文庫編集部が応募作品を選考した。
ファミ通文庫の編集長を務める和田寛正によれば、ファミ通文庫の新人賞の応募方法が分かりにくいことから、カクヨムを窓口にすることを決めたと話している。

## 入賞作品一覧
| 回数             | 賞                 | タイトル （刊行時の題名）                                                                 | 著者 （刊行時のペンネーム） | 総応募作品数 | 出典        |
| ---------------- | ------------------ | ----------------------------------------------------------------------------------------- | --------------------------- | ------------ | ----------- |
| 第1回 （2019年） | 優秀賞             | 魔王の冒険者育成生活! （魔王のJK冒険者育成計画! 〜お前をトップ冒険者にしてやろう〜）      | 心裡                        | 2391作品     | [ 3 ] [ 4 ] |
| 第1回 （2019年） | 特別賞             | おばあちゃんは冒険者                                                                      | 佐月詩                      | 2391作品     | [ 3 ] [ 4 ] |
| 第1回 （2019年） | 特別賞             | クラスメイトゲーム カルネアデスの教室 （クラスメイト・ゲーム 殺人者の教室）               | 勅使河原あねも              | 2391作品     | [ 3 ] [ 4 ] |
| 第1回 （2019年） | ゲームノベル特別賞 | 悪役腐令嬢様とお呼び!                                                                     | 節トキ                      | 2391作品     | [ 3 ] [ 4 ] |
| 第2回 （2020年） | 優秀賞             | 16年間魔法が使えず落ちこぼれだった俺が、科学者だった前世を思い出して異世界無双            | ねぶくろ                    | 3134作品     | [ 5 ] [ 6 ] |
| 第2回 （2020年） | 特別賞             | 聖女様は残業手当をご所望です 〜王子はいらん、金をくれ〜                                   | 山崎響                      | 3134作品     | [ 5 ] [ 6 ] |
| 第2回 （2020年） | 特別賞             | 友人に500円貸したら借金のカタに妹をよこして来たのだけれど、俺は一体どうすればいいんだろう | としぞう                    | 3134作品     | [ 5 ] [ 6 ] |
| 第2回 （2020年） | ゲームノベル特別賞 | エイス大陸クロニクル 〜死に戻りから始める初心者無双〜                                     | お芋男爵                    | 3134作品     | [ 5 ] [ 6 ] |